# فاريأب كلمك (تشين)
فاریأب کلمك (بالفارسية: فاریآب کلمک) هي قرية تقع في إيران في قسم تشین الريفي. يقدر عدد سكانها بـ 24 نسمة .